# Merauthberg
Der Merauthberg ist eine Erhebung in den Peißenbergkämmen bei Wessobrunn im Landkreis Weilheim-Schongau. Der schwach ausgeprägte bewaldete Gipfelbereich befindet sich am östlichen Rand des ehemaligen Moränenzugs an der Westseite des Ammertals. An den erodierten Hängen entsteht der Fendter Bach mit seinen Zuflüssen.